# سيكار (الهند)
سيكار (بالإنجليزية: Sikar) هي مدينة ومجلس محلي في مقاطعة سيكار التابعة لولاية راجاستان في الهند. وهي المقر الإداري لمقاطعة سيكار. إنها أكبر مدينة في منطقة شيخاواتي، والتي تضم كلًا من سيكار، وتشورو، وجهونجونو. بعد كوتا، تعد سيكار أحد أهم مراكز التدريب في البلاد للاستعداد للامتحانات التنافسية ولديها عدد من معاهد التدريب الهندسي والطبي.
تعد سيكار أيضًا مركزًا رئيسيًا لتجارة المنتجات الزراعية، نظرًا لأنها محاطة بمناطق سهول واسعة غرب سلسلة أرافالي. وهي أيضًا تقاطع رئيسي للسكك الحديدية والطرق. سيكار هي مدينة تاريخية وتحتوي على العديد من الهافيليس القديمة. تبعد سيكار 115 كـم (71 ميل) عن جايبور وتبعد 320 كـم (200 ميل) عن جودبور، وتبعد 215 كـم (134 ميل) عن بيكانير و280 كـم (170 ميل) من نيودلهي. كما تشتهر منطقة سيكار أيضًا بمعبد خاتو شيام الذي يقع في بلدة خاتو على بعد 16كم من رينجوس.

## التركيبة السكانية
بلغ عدد سكان مدينة سيكار  حوالي 237,579 نسمة وفقًا للتعداد السكاني الصادر عام 2011. وبحسب التقارير المؤقتة لتعداد الهند، فإن عدد سكان سيكار في عام 2011 بلغ 237,579 نسمة؛ حيث بلغ عدد الذكور حوالي 123,156 ذكرًا وعدد الإناث 114,423 أنثى. وبالنسبة للتعليم، فإن إجمالي المتعلمين في مدينة سيكار هم 158,413 متعلمًا، بلغ عدد الذكور 91,403 والإناث 67,010. كما بلغ معدل القراءة المتوسط في مدينة سيكار 77.13%، ومعدل القراءة للذكور والإناث هو 86.29 و 67.37 على التوالي.

## الروابط الخارجية
- الصفحة الرسمية: سيكار